# Pitcairnia geotropa
Pitcairnia geotropa är en gräsväxtart som beskrevs av Jason Randall Grant. 
Pitcairnia geotropa ingår i släktet Pitcairnia och familjen Bromeliaceae. Artens utbredningsområde är Panamá. Inga underarter finns listade i Catalogue of Life.